# Gustav Meyer (Philologe)
Gustav Meyer (* 18. Februar 1897 in Wenslingen; † 9. März 1966 in Basel, heimatberechtigt in Aesch) war ein Schweizer Klassischer Philologe und Bibliothekar.

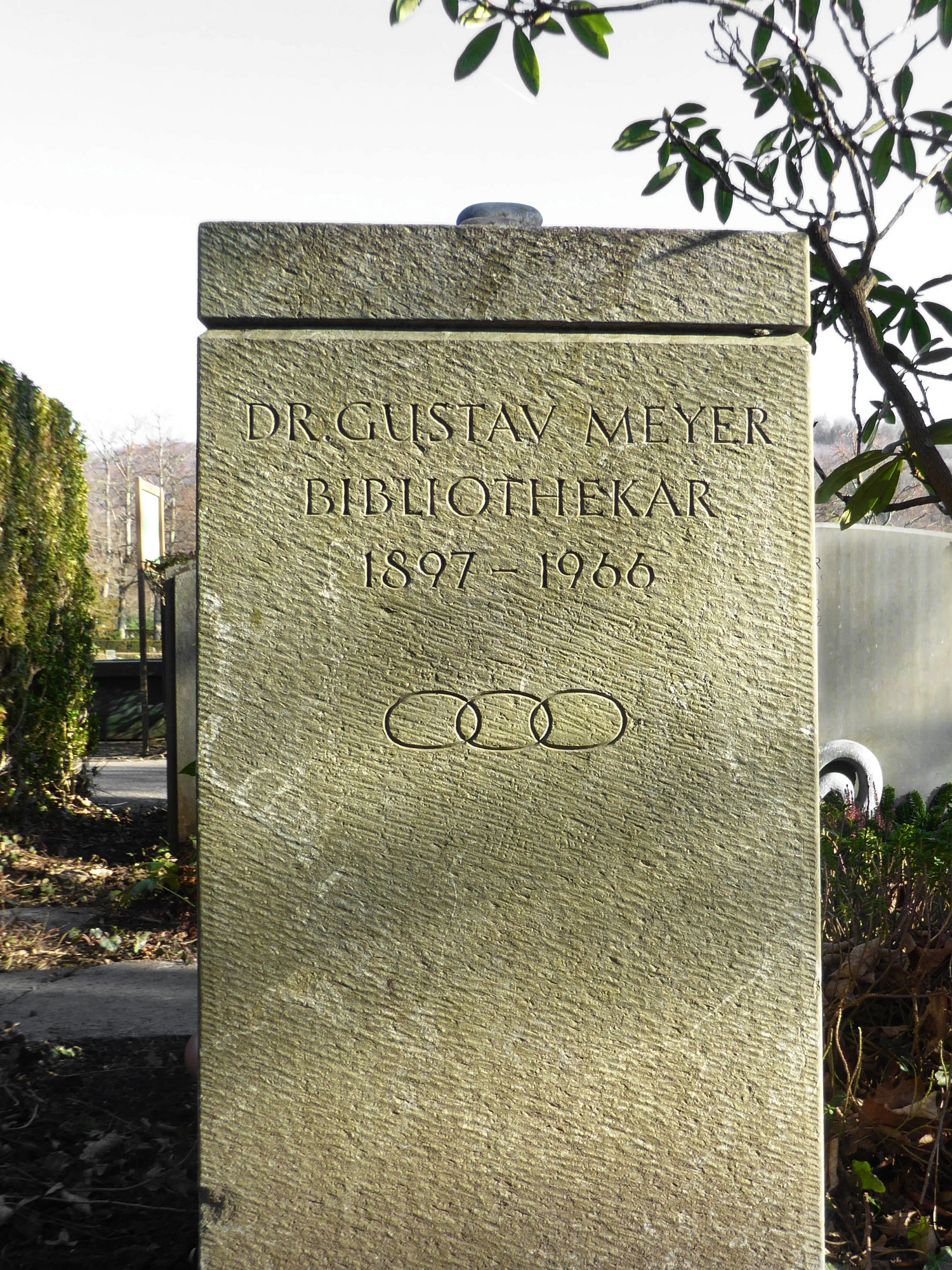
Grab auf dem Basler Friedhof am Hörnli

## Leben und Werk
Gustav Meyer war ein Sohn des Lehrers Paul Gustav Meyer und der Carolina, geborene Wirz. Sein Bruder war der Baselbieter Mundartschriftsteller Traugott Meyer.
Meyer studierte an der Universität Basel von 1916 bis 1921 Klassische Philologie und vergleichende Sprachwissenschaft. Von 1922 bis 1939 war er in München Mitarbeiter am Thesaurus Linguae Latinae und ab 1930 dessen Redaktor. Daneben nahm er einen Lehrauftrag an der Universität München an.
Kriegsbedingt kehrte Meyer 1939 nach Basel zurück und absolvierte seinen Aktivdienst als Oberleutnant. In dieser Zeit publizierte Meyer Textausgaben und ein Übungsbuch für den lateinischen Schulunterricht. Zudem bereitete er eine Gesamtausgabe der Werke von Johann Jakob Bachofen vor. Ab 1945 war er Mitarbeiter an der Universitätsbibliothek Basel und erschloss deren mittelalterliche, theologische Pergamenthandschriften in einem dreibändigen Katalog. Als hervorragender Kenner der lateinischen Sprache, der mittelalterlichen Philosophie und Theologie sowie als Erforscher von Handschriften erhielt er 1960 den Wissenschaftspreis der Stadt Basel.
Gustav Meyer fand seine letzte Ruhestätte auf dem Friedhof am Hörnli.